# René Bliard
René Bliard est un joueur français de football, né le 18 octobre 1932 à Dizy-Magenta près d'Épernay dans la Marne et mort le 27 septembre 2009 à Montreuil à l'âge de 76 ans, ayant joué au poste d'avant-centre à la « grande époque » du Stade de Reims. Plusieurs blessures influèrent sur le cours de sa carrière.
Dans les années 1960 et 1970, il fut concessionnaire automobile et président du club pluri-sportif de Villiers-sur-Marne.

## Décoration
- Médaille d'honneur de la jeunesse et des sports (1958)[1]

## Clubs successifs
- 1949 - 1953 : Stade de Reims (Centre de formation)
- 1953 - 1959 : Stade de Reims
- 1959 - 1960 : Red Star
- 1960 - 1962 : FC Rouen[2]

## Palmarès

### Sélection nationale
- 7 sélections en équipe de France A de 1955 à 1958. Une blessure l'empêcha de jouer la Coupe du monde 1958 en Suède, où il fut remplacé par Raymond Bellot.

### Clubs
- Finaliste de la Coupe d'Europe des clubs champions en 1956 et 1959
- Finaliste de la Coupe Latine en 1955
- Champion de France en 1955 et 1958
- Vainqueur de la Coupe de France en 1958
- Challenge des champions en 1955 et 1958[3].
- Meilleur buteur de Division 1 en 1955 avec 30 réalisations
- 182 matchs de division 1 pour 91 buts, avec Reims, le Red Star et le FC Rouen